# Агиос Георгиос (дем Дескати)
Вижте пояснителната страница за други значения на Агиос Георгиос.
Агиос Георгиос (на гръцки: Άγιος Γεώργιος) е село в Република Гърция, в дем Дескати област Западна Македония.

## География
Агиос Георгиос е разположено на 790 m надморска височина до географската граница между Македония и Тесалия. Землището му стига до вододела между македонската река Бистрица (Алиакмонас) и тесалийската Пиниос. Самото село се намира от македонската страна на вододела, на около 7 километра югозападно от град Дескати и около 70 километра югоизточно от град Гревена.

## История

### В Османската империя
След присъединяването през 1881 година на Тесалия към Кралство Гърция Агиос Георгиос остава малко гранично село под властта на Османската империя в рамките на Еласонската каза.

### В Гърция
През Балканската война в 1912 година в селото влизат гръцки части и след Междусъюзническата в 1913 година Агиос Георгиос влиза в състава на Кралство Гърция. При първото преброяване от новите власти през 1913 година то е описано заедно със съседното градче Дескати и общото им население възлиза на 3298 души. По-късно не се споменава и е обновено чак след Гражданската война, но скоро жителите му отново го напускат.
| Година    | 1913 | 1920 | 1928 | 1940 | 1951 | 1961 | 1971 | 1981 | 1991 | 2001 | 2011 | 2021 |
| --------- | ---- | ---- | ---- | ---- | ---- | ---- | ---- | ---- | ---- | ---- | ---- | ---- |
| Население |      |      |      |      | 143  | 0    | 0    | 0    | 3    | 10   | 0    | 7    |